# Volkmar Köhler

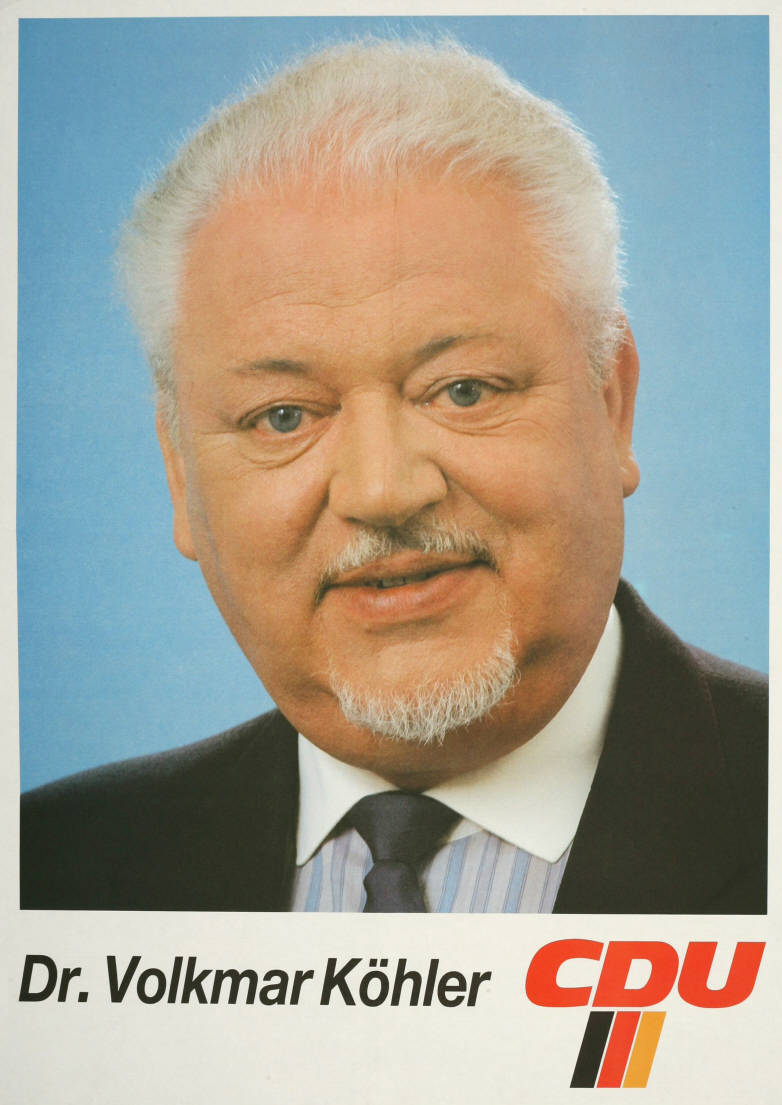
Kandidatenplakat zur Bundestagswahl 1990

Volkmar Köhler (* 20. Mai 1930 in Hannover; † 6. Juni 2012 in Wolfsburg) war ein deutscher Politiker (CDU).
Er war von Juni bis November 1972 Oberbürgermeister von Wolfsburg und von 1982 bis 1989 Parlamentarischer Staatssekretär beim Bundesminister für wirtschaftliche Zusammenarbeit.
Volkmar Köhler war Ehrenbürger der Stadt Wolfsburg.

## Ausbildung und Beruf
Nach dem Abitur 1949 absolvierte Köhler ein Studium der Musikwissenschaft, der Germanistik, der Kunstgeschichte und der Pädagogik an der Georg-August-Universität Göttingen. 1956 erfolgte hier seine Promotion zum Dr. phil. mit der Arbeit Heinrich Marschners Bühnenwerke und Verzeichnis der bis zu Marschners Tod 1861 im Druck erschienenen Werke des Komponisten. Danach war Köhler als Dozent in verschiedenen Bildungsinstituten der Erwachsenenbildung tätig. 1958 trat er als Angestellter in die Volkswagen AG ein, wo er von 1969 bis 1982 die Leitung der Führungsausbildung des VW-Konzerns innehatte.

## Familie
Volkmar Köhler war verheiratet mit Margret Köhler und hatte zwei Kinder.

## Partei
Köhler gehörte über lange Jahre dem CDU-Kreisvorstand Wolfsburg und dem CDU-Landesvorstand Braunschweig an. Außerdem war er stellvertretender Vorsitzender des CDU-Bezirksverbandes Lüneburg.

## Abgeordneter
Köhler gehörte von 1964 bis 1976 dem Rat der Stadt Wolfsburg an.
Von 1972 bis 1994 war er Mitglied des Deutschen Bundestages. Hier war er von 1976 bis 1980 stellvertretender Vorsitzender des Ausschusses für wirtschaftliche Zusammenarbeit und vom 26. Juni 1981 bis zum 4. Oktober 1982 Vorsitzender der Arbeitsgruppe Entwicklungspolitik der CDU/CSU-Bundestagsfraktion.
Köhler ist 1972, 1976 und 1980 über die Landesliste Niedersachsen und danach stets als direkt gewählter Abgeordneter des Wahlkreises Helmstedt – Wolfsburg in den Bundestag eingezogen.

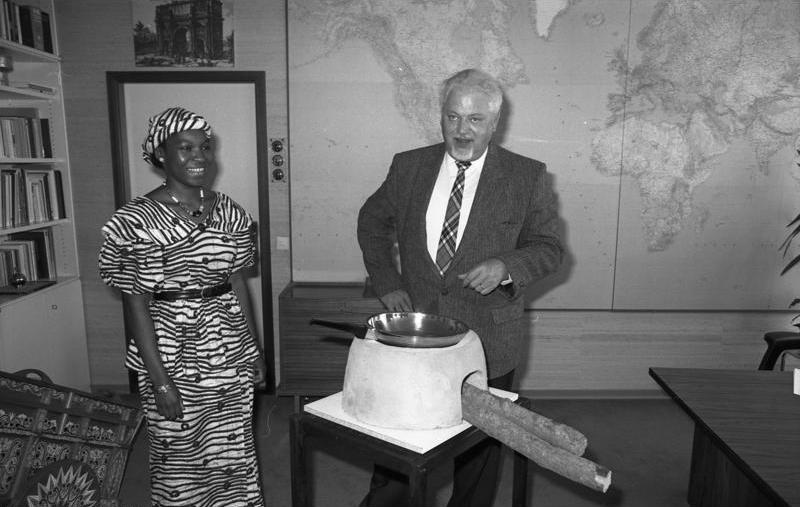
Volkmar Köhler 1987 mit der Botschafterin von Burkina Faso

## Öffentliche Ämter
Volkmar Köhler war von 1969 bis 1972 Bürgermeister und von Juni bis November 1972 Oberbürgermeister von Wolfsburg.
Am 4. Oktober 1982 wurde Köhler als Parlamentarischer Staatssekretär beim Bundesminister für wirtschaftliche Zusammenarbeit in die von Bundeskanzler Helmut Kohl geführte Bundesregierung berufen. Anlässlich einer Kabinettsumbildung schied er am 21. April 1989 aus dem Amt.

## Anschlag
Am 22. Januar 1995 entging Volkmar Köhler einem Sprengstoffanschlag auf sein Wohnhaus im Wolfsburger Stadtteil Tiergartenbreite. Er und seine Ehefrau befanden sich zu dem Zeitpunkt nicht zu Hause. Der Anschlag wurde der linksextremen Gruppe „Antiimperialistische Zellen“ zugeschrieben. In dem am Tatort gefundenen Bekennerschreiben wurde Köhler aufgrund seiner Arbeit im Entwicklungshilfeministerium einer Mitverantwortung am Hungertod von Kindern in der Dritten Welt bezichtigt.